# Speak Softly Love (Love Theme From The Godfather)
Speak Softly Love (Love Theme From The Godfather) è un singolo cantato da Andy Williams, reinterpretazione della musica di Nino Rota, pubblicato in Italia, nel 1972 da CBS Italiana in formato 7"; l'album, pubblicato nello stesso anno in Europa è Love Theme from "The Godfather" (Speak Softly Love) (CBS, S 64869). La versione di Williams non è contenuta nella colonna sonora del film, di cui è solo una cover.

## Il disco
Speak Softly Love (Love Theme From The Godfather) in italiano: Parla Più piano (tema d'amore da Il padrino) è un brano musicale, libera reinterpretazione del tema presente nella colonna sonora del film Il padrino (1972), il primo della trilogia. Dal tema musicale di Nino Rota di cui è celeberrima la versione strumentale originale, intitolata semplicemente Love Theme,  si riprende la melodia riarrangiata per voce cantante su un testo scritto da Larry Kusik. Riproposto in numerose versioni in tutto il mondo, in Italia il brano, con testo scritto e tradotto da Gianni Boncompagni è stato interpretato da vari artisti fra cui Gianni Morandi e Johnny Dorelli

## Tracce
7"
1. Speak Softly Love (Love Theme From "The Godfather") - 3:02
2. Home For Three - 3:00

7"
1. Love Theme From "The Godfather" (Speak Softly Love)
2. A Fool Never Learns

7"
1. Love Theme From "The Godfather" (Speak Softly Love)
2. Everything I Own

## Cover
Originariamente interpretata da Andy Williams, altri artisti hanno registrato una cover del pezzo. Si contano non meno di 120 versioni del brano.
- 1972 - Bobby Vinton (singolo) (Epic Records, EPC 8304); album Sealed with a Kiss (Epic Records, KE 31642)
- 1974 - Il cantante giamaicano Ken Boothe ha invece interpretato il brano in chiave reggae (singolo) (Starapple – STAR 011); album Everything I Own (Trojan Records – TRLS 95).
- La Tokyo Ska Paradise Orchestra ha invece interpretato il brano in versione ska.
- Il cantante Gianni Morandi ha registrato una cover in lingua italiana del brano intitolata Parla più piano, con il testo di Gianni Boncompagni[3] per l'album Il mondo cambierà del 1972.
- 1972 - Dalida in lingua francese con il titolo Parle plus bas (Le Parrain), testo di Boris Bergman (International Shows – IS 45 710); album del 1973 Dalida (IL – EVK 34165).
- 1972 - La stessa versione in francese fu cantata anche da Tino Rossi (singolo) (Columbia Records - 2C 006-12303); aòbum Tino Rossi chante "Le Parrain" et les plus grandes succès de films (Columbia Records - 2C 006-12303)
- 1972 - Marie Laforêt (singolo) (Polydor – 2056 167); album Mais Je T'Aime (Polydor – 3200 203)[4].
- Una versione in lingua ucraina Skazhi schyo lyubish (Скажи, що любиш, "Dimmi che mi ami") fu interpretata da Sofia Rotaru nel musical Song Is Always with Us.
- Speak Softly Love è stata anche utilizzata come accompagnamento del film indiano Akele Hum Akele Tum, la cui storia racconta di un compositore le cui creazioni sono rubate da altri artisti.
- 1972 - In Jugoslavia la canzone è stata cantata da Tereza con il titolo Govori tiše testo di Alfi Kabiljo, Larry Kusik e Miro Ungar, (singolo) (Jugoton – SY 22216); album del 1989 Nezaboravne melodije (Orfej RTZ – CAO-05001).
- In Russia da Alexander Vertinsky.
- In Slovacchia da František Krištof Veselý.
- In Repubblica Ceca da Jiří Malásek.
- 1974 - In Ungheria da Korda György con il titolo Gyöngéden album Mondd, Hogy Szép Volt Az Este (Pepita – SLPX 17465)
- Jason Kouchak
- Santo & Johnny
- Carlo Savina
- Augusto Martelli
- 1972 - Johnny Dorelli in italiano, che fu sigla della 25ª edizione della trasmissione radiofonica Gran varietà, pubblicata su singolo nel 1972 con Song Sung Blue nel lato B e inclusa nell'album Il meglio di Johnny Dorelli del 1975.
- 1972 - Ornella Vanoni (singolo (Ariston Records – AR/0555); album L'amore (Ariston Records – AR/CP/20184).
- 1972 - Fausto Papetti Il disco d'oro di Fausto Papetti sax - 15ª raccolta (Durium – MD.A 218).
- 1975 - Marta Lami singolo in italiano (Eldorado - EL/NPC 05025).
- Ray-Mondi (singolo) (G.A.M. Records – 137-15); album From Italy With Love come Mondo Ray (Circle Records – CFS-3296).
- 1973 - Raymond Lefèvre per l'album Harmony (Riviera – 521.201).
- 1992 - Azzaro realizza un remix in italiano ed una versione strumentale (Max Music – NM563MA).
- Una versione in italiano (Parla più piano) è stata cantata da Patrizio Buanne nell'album The Italian del 2005.
- Una versione è stata cantata da Plácido Domingo nell'album Song del 2012.
- Il produttore RZA ha campionato la canzone per il ritornello di Black Mozart del rapper Raekwon, dall'album Only Built 4 Cuban Linx... Pt. II.[5]
- 2014 - Alessandro Safina ne include una versione nell'album Dedicated (Les Disques Mube Inc.)
- 2017 - Leda Battisti (Sony/ATV Music Publishing)
- 2017 - Jonas Kaufmann in italiano nell'album Dolce vita (Sony Classical, 88875183632)
- 2017 - Slash dei Guns N' Roses ne ha registrato una versione in stile hard rock Apollo Theater 2017 (Zodiac – ZODIAC 258)